# Eragrostis propinqua
Eragrostis propinqua är en gräsart som beskrevs av Ernst Gottlieb von Steudel. Eragrostis propinqua ingår i släktet kärleksgrässläktet, och familjen gräs.
Artens utbredningsområde är Mauritius. Inga underarter finns listade i Catalogue of Life.